# 青鳥花
青鳥花（學名：Crotalaria cunninghamii），也被称帝王鸟花，是豆科猪屎豆属的一种植物，其学名是为了纪念19世纪初的植物学家阿伦·坎宁安（Allan Cunningham）。原生于澳大利亚北部内陆地区，广泛分布于移动沙丘、海滩和穆尔加社区。主要依靠大型蜜蜂及吸蜜鳥授粉。

## 形態
本种是一种多年生灌木，可长到1-3米高。茎被毛；叶子暗绿色、椭圆形、长约30毫米；绿色的花上有细黑线；荚果棒状、可长达50毫米。本种的花长在枝条末端的长穗上，使其看起来就像一只鸟用嘴衔在花头的中央。
- 侧生的花轴
- 原生地的幼株
- 花的侧面像蜂鸟

## 用途和栽培
澳洲土著用本种树叶的汁液来治疗眼部感染。
青鸟花可以在温暖的地方生长，需要排水良好的土壤和阳光充足的地方，不适合寒冷的气候或有霜冻的地方。靠种子或插枝繁殖，种子经沸水处理后更容易发芽。